# Rockcreek, Oregon
Rockcreek, Oregon (енгл. Rockcreek) насељено је место без административног статуса у америчкој савезној држави Орегон.

## Демографија
По попису из 2010. године број становника је 9.316, што је 88 (-0,9%) становника мање него 2000. године.
| Група             | 2000.         | 2010.         |
| Белци             | 7.865 (83,6%) | 7.293 (78,3%) |
| Афроамериканци    | 79 (0,8%)     | 126 (1,4%)    |
| Азијати           | 709 (7,5%)    | 782 (8,4%)    |
| Хиспаноамериканци | 431 (4,6%)    | 681 (7,3%)    |
| Укупно            | 9.404         | 9.316         |